# John Turnbull Thomson
Pour les articles homonymes, voir Thomson.
John Turnbull Thomson, né le 10 août 1821 à Glororum et mort le 16 octobre 1884 à Invercargill, est un ingénieur civil et artiste britannique qui a joué un rôle déterminant dans le développement des premières infrastructures de Singapour et de la Nouvelle-Zélande au XIXe siècle. Il a vécu les 28 dernières années de sa vie en Nouvelle-Zélande et auparavant quinze ans dans le détroit de Malacca et à Singapour.

## Biographie
John Thomson est né à Glororum dans le Northumberland. Il est le troisième enfant d'Alexander Thomson et de son épouse, Janet, née Turnbull. Après la mort de son père, tué dans un accident de chasse en 1830, le jeune Thomson et sa mère partent vivre à Abbey St. Bathans (en), dans le Berwickshire. Il fait ses études à la Wooler and Duns Academy, puis passé quelque temps au Marischal College (en) d'Aberdeen et à l'Université d'Édimbourg avant d'étudier l'ingénierie à laPeter Nicholson's School of Engineering à Newcastle-on-Tyne.
Thomson arrive dans le détroit de Malaisie en 1838 et est alors employé par l'East India Survey. En 1841, il est nommé géomètre du gouvernement à Singapour et en 1844, devient surintendant des routes et des travaux publics. Il est responsable de la conception et de la construction d'un certain nombre d'ouvrages d'ingénierie, notamment des ponts, des routes et des hôpitaux. Il mène l'étude des lotissements de Singapour, l'étude topographique de l'île de Singapour et de ses dépendances, ainsi que l'étude maritime du détroit de Singapour et des côtes est de Johore et de Penang. Sa réalisation la plus connue est l'érection du phare de Horsburgh sur l'île Pedra Branca.
En 1853, sa santé se détériore et il retourne en Angleterre, où il étudie les techniques d'ingénierie modernes et voyage beaucoup à travers la Grande-Bretagne et le continent pour inspecter les travaux d'ingénierie. Au début de 1856, il émigre en Nouvelle-Zélande, où il travaille comme géomètre en chef de la province d'Otago jusqu'en 1873. De 1856 à 1858, il étudie et explore de grandes parties de l'intérieur de l'île du Sud, couvrant la majeure partie de la moitié sud de l'île. De 1876 à 1879, il est géomètre général de la Nouvelle-Zélande. Il est également le premier arpenteur de la ville d'Invercargill. 

### Œuvre
Au cours de son service gouvernemental à Singapour, Thomson est responsable de nombreux projets :
- Le rapport de Thomson de 1852 sur l'alimentation en eau potable de Singapour a conduit en 1862 à l'approbation du réservoir Thomson, aujourd'hui réservoir MacRitchie.
- Il a réalisé une étude approfondie du détroit de Singapour, en collaboration avec le capitaine Congalton, qui était en grande partie responsable de l'élimination des pirates des eaux malaises. Il a également étudié Keppel Harbour (en). En 1829, il a inspecté les tombeaux des princes malais du Jalan Kubor Cemetery (en).
- Il a effectué les réparations et l'abaissement du pont Coleman.
- Il est l'architecte et le constructeur de :
  - Phare Horsburgh sur Pedra Branca,
  - Mosquée Hajjah Fatimah,
  - Flèche de la cathédrale Saint-André de Singapour,
  - Obélisque de Dalhousie,
  - Hôpital des marins européens,
  - Premier pont sur la rivière Kallang, connu sous le nom de pont Thomson,
  - Tan Tock Seng Hospital (en) à Serangoon Road (en).

Plusieurs lieux, routes et bâtiments existants à Singapour portent son nom tels :

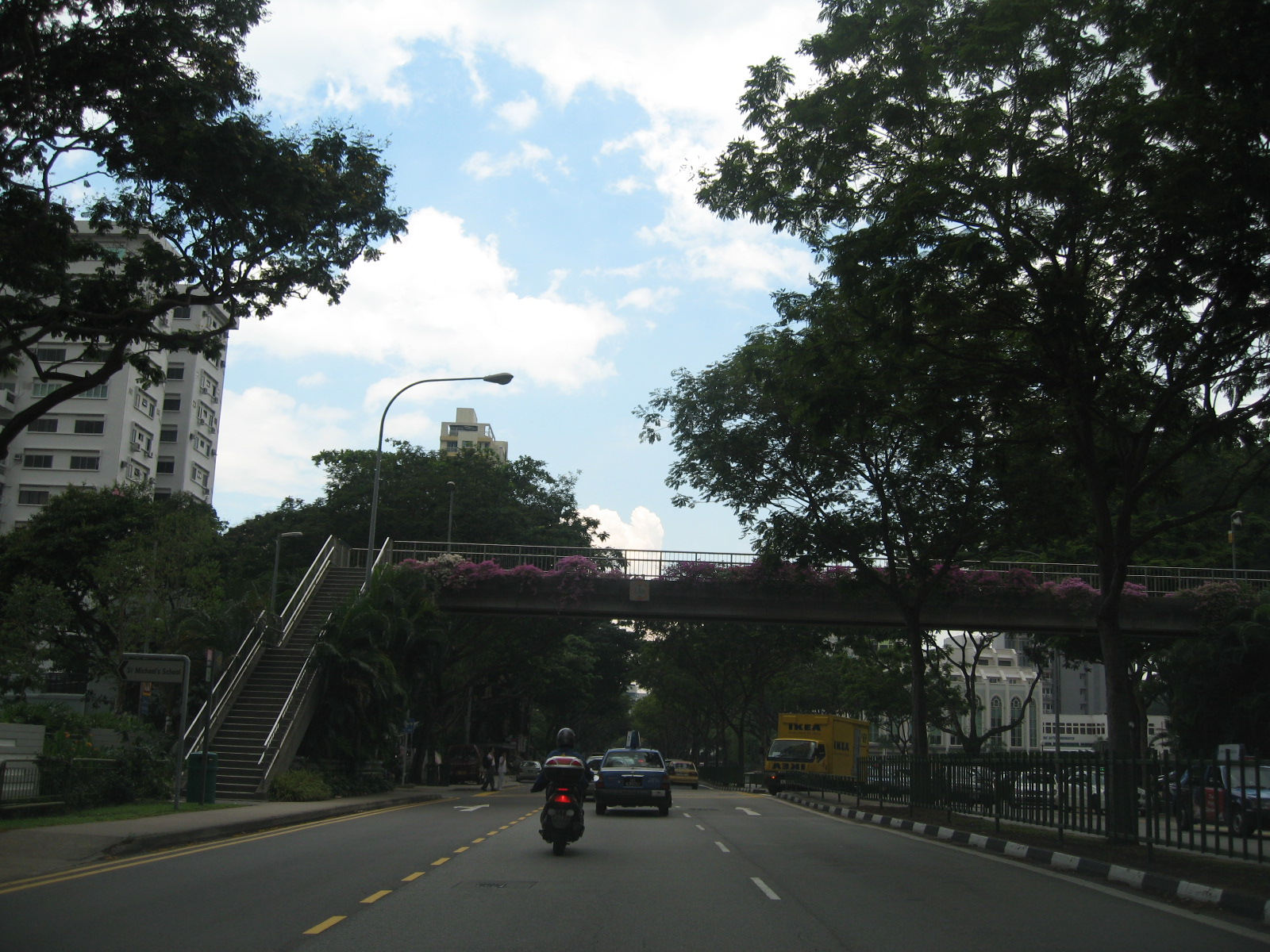
Thomson Road, Singapour

- Thomson, une région du centre de Singapour,
- Thomson Road, l'artère qui traverse la région de Thomson,
- Jalan Lembah Thomson
- Old Upper Thomson Road
- Thomson Close
- Thomson Green
- Thomson Heights
- Thomson Hill
- Thomson Hills Drive
- Thomson Ridge
- Thomson Terrace
- Thomson View
- Thomson Walk
- Upper Thomson Road (en)
- Thomson Medical Centre (en)
- Parc Thomson/Whitley

### Peinture
Comme peintre, on lui doit des paysages, principalement à l'huile.

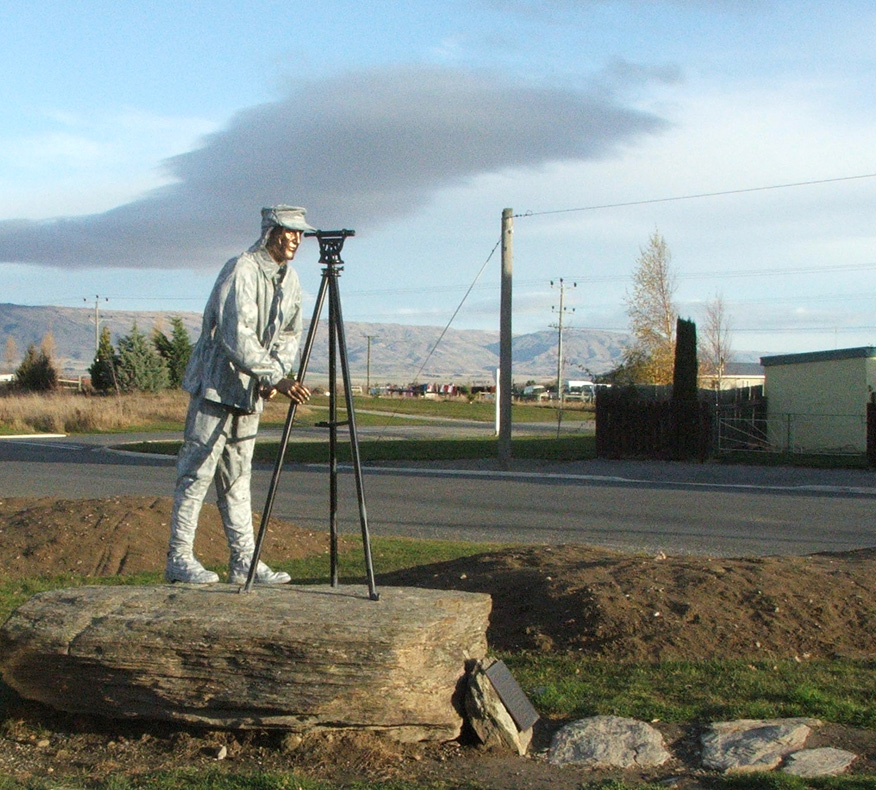
Thomson memorial, Ranfurly (Nouvelle-Zélande)
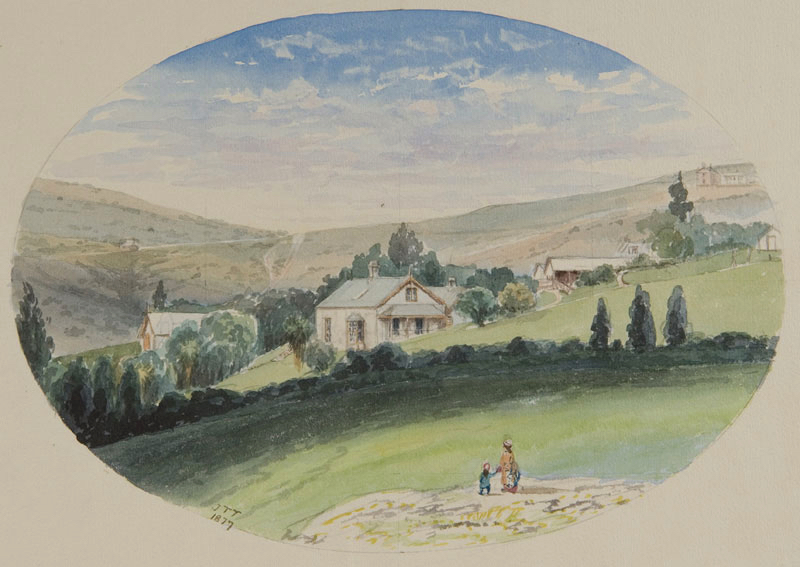
Aquarelle de John Turnbull Thomson (v. 1865)
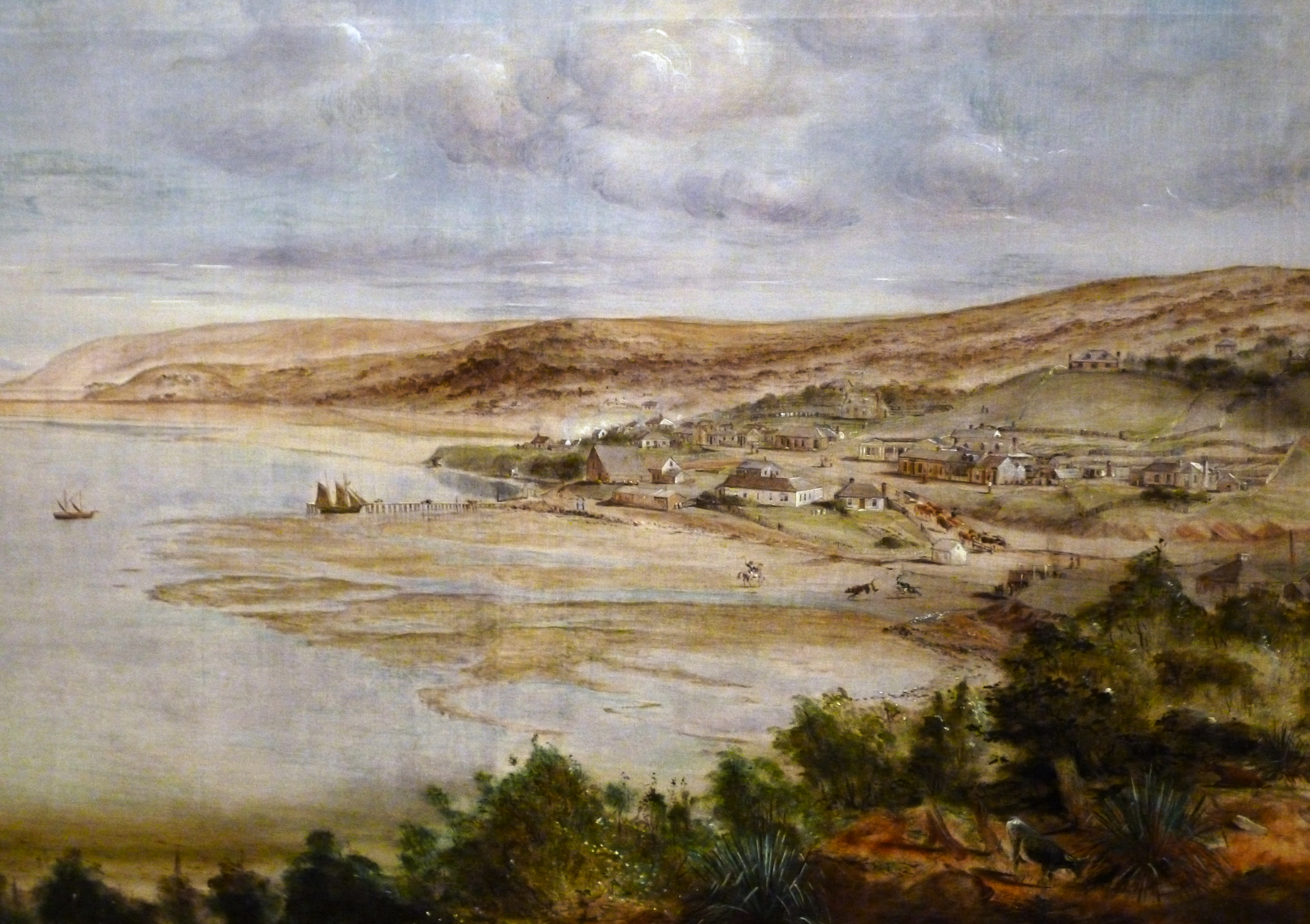
Dunedin (1856) par J.T. Thomson.

### Vie privée
Thomson épouse Jane Williamson de Dunedin à la « Kaikorai Bank », le 7 octobre 1858. Il meurt à son domicile d'Invercargill le 16 octobre 1884.
Responsable de la planification de la ville d'Invercargill dans le Southland, son mausolée se trouve au cimetière Saint-Jean à Waikiwi (Invercargill). Il a étudié de nombreuses villes de l'île du Sud avant leur développement. Ses descendants ont écrit de nombreux livres contenant des informations faisant autorité sur sa vie en Nouvelle-Zélande. L'arrière-petit-fils de Thomson, John Hall-Jones, est un historien spécialisé dans l'histoire du sud de la Nouvelle-Zélande.

## Publications
- 1858 : Extracts from a journal: kept during the performance of a reconnaissance survey of the southern districts of the province of Otago, New Zealand.
- 1858 : Sketch of the Province of Otago: A Lecture, Being One of the Series Delivered at Dunedin, W. Lambert, Otago Colonist Office.
- 1867 : Rambles with a Philosopher, Or, Views at the Antipodes, Mills, Dick & Company.
- 1891 : An Outline of the Principles and Details Connected with the Colonial Survey of the Province of Otago, Otago Witness.
- 1871 : William Thomas Locke Travers, Walter Baldock Durrant Mantell, Richard Taylor, Fraser (Capt.), Gilbert Mair, W. D. Campbell, Johann Friedrich Heinrich Wohlers, James West Stack, A. C. Baines, William Colenso, John Turnbull Thomson, Julius von Haast, The Māori.
- 1871 : Ethnographical Considerations on the Whence of the Maori, Transactions of the New Zealand Institute.
- 1875 : An Exposition of Processes and Results of the Survey System of Otago, Henry Wise & Company.
- 1878 : Exploration and Travel in New Zealand, Royal Scottish Society of Arts.
- 1879 : On the Cleansing of Towns.